# Lista cimitirelor evreiești din România

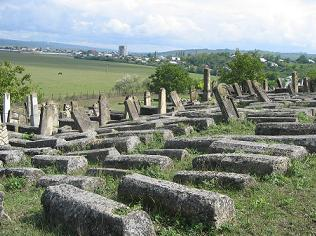
Cimitirul evreiesc din Podu Iloaiei

Lista cimitirelor evreiești din România:
- Cimitirul evreiesc din Arbore
- Vechiul cimitir evreiesc din Bacău
- Noul cimitir evreiesc din Bacău
- Cimitirul evreiesc din Brașov
- Cimitirul evreiesc Filantropia din București
- Cimitirul evreiesc Giurgiului din București
- Cimitirul evreiesc Sefard din București
- Cimitirul evreiesc Sevastopol din București
- Cimitirul evreiesc din Buhuși
- Cimitirul evreiesc din Câmpulung Moldovenesc
- Cimitirul evreiesc din Cluj
- Cimitirul evreiesc din Colonia Mică (județul Timiș)[1]
- Cimitirul evreiesc din Constanța
- Cimitirul evreiesc din Gura Humorului
- Cimitirul evreiesc din Cehu Silvaniei
- Cimitirul evreiesc din Hodod
- Cimitirul evreiesc din Iași
- Cimitirul evreiesc din Lelei
- Cimitirul evreiesc din Lugoj
- Cimitirul evreiesc din Luncani (județul Cluj)
- Cimitirul evreiesc din Mihăileni (județul Botoșani)
- Cimitirul evreiesc din Moldovița
- Cimitirul evreiesc din Nadișu Hododului (județul Satu Mare)
- Cimitirul evreiesc din Podu Iloaiei
- Cimitirul evreiesc din Rădăuți
- Cimitirul evreiesc din Răducăneni
- Cimitirul evreiesc din Satu Mare
- Cimitirul evreiesc din Sibiu
- Cimitirul evreiesc din Siret
- Cimitirul evreiesc din Solca
- Cimitirul evreiesc Târgu Ocna I
- Cimitirul evreiesc Târgu Ocna II
- Cimitirul evreiesc din Vama (județul Suceava)
- Cimitirul evreiesc din Timișoara

## Vezi și
- Istoria evreilor din România

## Legături externe
- Lista cimitirelor din țară, pag 38-48 în "Memoria Cimitirelor Evreiești", București 2007
- International Jewish Cemetery Project: Romania (engl.; es sind 1166 Ortsnamen aufgeführt)
- Ein Buch gegen das Vergessen. Simon Geissbühler fotografierte jüdische Friedhöfe in der Bukowina. Von Olivia Costea Arhivat în 5 aprilie 2010, la Wayback Machine.
- Die letzten Juden im Schtetl. Rumänien und sein jüdisches Erbe. (Deutschlandfunk vom 17. September 2008) - Friedhof in Iasi